# Lamporo
Lamporo (piemontesisch Lampeu) ist eine Gemeinde in der italienischen Provinz Vercelli (VC), Region Piemont.

## Lage und Einwohner
Lamporo liegt 50 km nordöstlich von Turin, unweit des Canale Cavour und hat 483 Einwohner (Stand 31. Dezember 2023). Die Nachbargemeinden sind Crescentino, Livorno Ferraris und Saluggia.
Das Gemeindegebiet umfasst eine Fläche von 9 km².

## Einzelnachweise

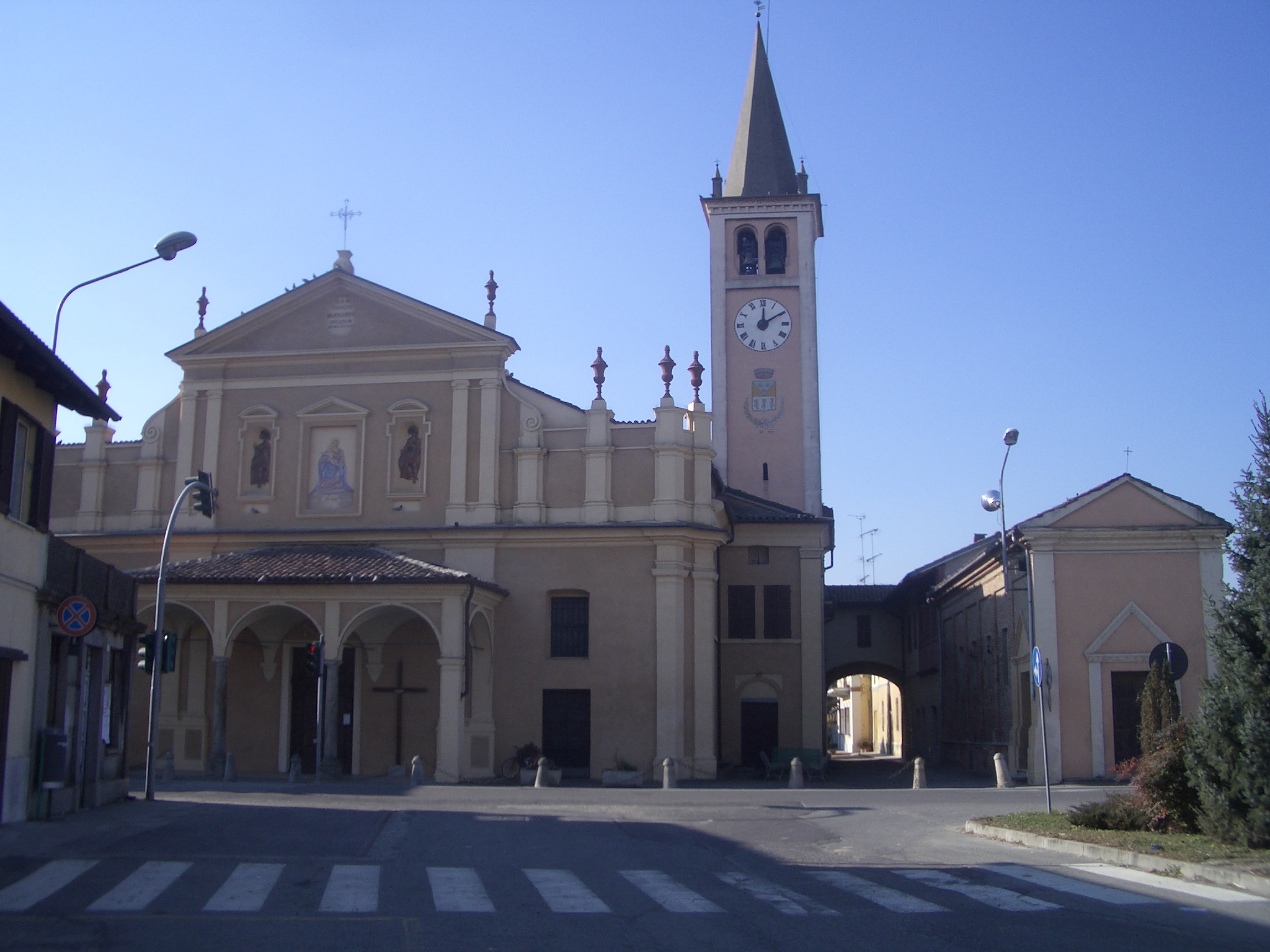
Kirche San Bernardo